# Breed 77
Breed 77 är en brittisk musikgrupp från Gibraltar som blandade alternativ metal med flamenco.

## Medlemmar

### Nuvarande medlemmar
- Paul Isola – sång (1996–2013, 2014–2015, 2017, 2021–)
- Danny Felice – gitarr (1996–2015, 2017, 2021–)
- Pedro Caparros López – gitarr, bakgrundssång (2002–2015, 2017, 2021–)
- Stuart Cavilla – basgitarr (1996–1999, 2001–2014, 2017, 2024)
- Adam Stanley – batería (2024–)

### Tidigare medlemmar
- Lawrence Bautista – trummor (1996–1997)
- Nick Beesley – trummor (1997–1998)
- Charlie Gomez – basgitarr (1999–2000)
- Dan Wilkinson – basgitarr (2000)
- Peter Chichone – trummor, slagverk (1998–2006)
- Adam Lewis – trummor, slagverk (2006–2007)
- Óscar Preciado Zamora  – trummor, slagverk (2007–2010)
- Rui Lopez – sång (2013–2014)
- Andre Joyzi – trummor, slagverk (2010–2015)
- Ben Edis – basgitarr (2014–2015)
- Stuart Cavilla – basgitarr (1996–1999, 2001–2014, 2017)

## Diskografi

### Album
- Breed 77 (även känd som Kharma) (2001)
- Cultura (2004)
- In my blood (En mi sangre) (2006)
- Un encuentro (2007)
- Insects (2009)
- The Evil Inside (2013)
- Acoustic Rarities (2015)

### Singlar
- "Karma" (2001)
- "La última hora" (2003)
- "The River" (2004)
- "World's on Fire" (2004) (#1 UK Rock)
- "Shadows" (2005)
- "Alive" (2006)
- "Blind" (2006)
- "Look at Me Now" (2007)
- "El Mundo en LLamas" (2008)
- "El Río" (2008)
- "Wake Up" (2009)
- "Zombie" (2010)
- "Drown" (2013)
- "Bring on the Rain" (2013)

### EP
- The message (1998)
- Vol. 1 (1999)
- La última hora (2003)
- Shadows (2005)
- Under The Skin (2012)